# The Lakes (West-Australië)
The Lakes is een plaats in de agglomeratie Perth in West-Australië. Het ligt op de kruising van de Great Eastern Highway met de Great Southern Highway, ongeveer 50 kilometer ten oosten van Perth, 46 kilometer ten westen van York en 47 kilometer ten zuidwesten van Northam. In 2016 telde The Lakes 52 inwoners tegenover 783 in 2006.

## Geschiedenis
In 1855 werd langs de King Dick's Road, in opdracht van Robert Doncon, de herberg Travellers Arms gebouwd. De herberg kwam in 1858 in handen van Henry Horton en werd Horton's Halfway House genoemd. In 1860 werd de ontsnapte bushranger James Lilly er gevangengenomen. De opening van de Eastern Railway deed de nood voor een herberg langs de weg naar York verminderen.
In 1918 probeerde JM Barnes de herberg nieuw leven in te blazen. Eind jaren 1920 - begin jaren 1930 werd de herberg na enkele bosbranden verlaten. De ruïne is nog zichtbaar. Ze werd in 1986 in het register van de National Trust opgenomen.
De plaats werd The Lakes genoemd omdat het aan Manaring Lakes gelegen is.

## 21e eeuw
Langs de Great Eastern Highway in The Lakes is een truckstop met tankstation en restaurant.
Sinds 2010 baat Buckeridge Group of Companies een steengroeve uit in The Lakes. Er wordt grind, klei en graniet gedolven.

## Transport
The Lakes ligt aan het kruispunt van de Great Eastern Highway en de Great Southern Highway.

## The Lakes Important Bird Area

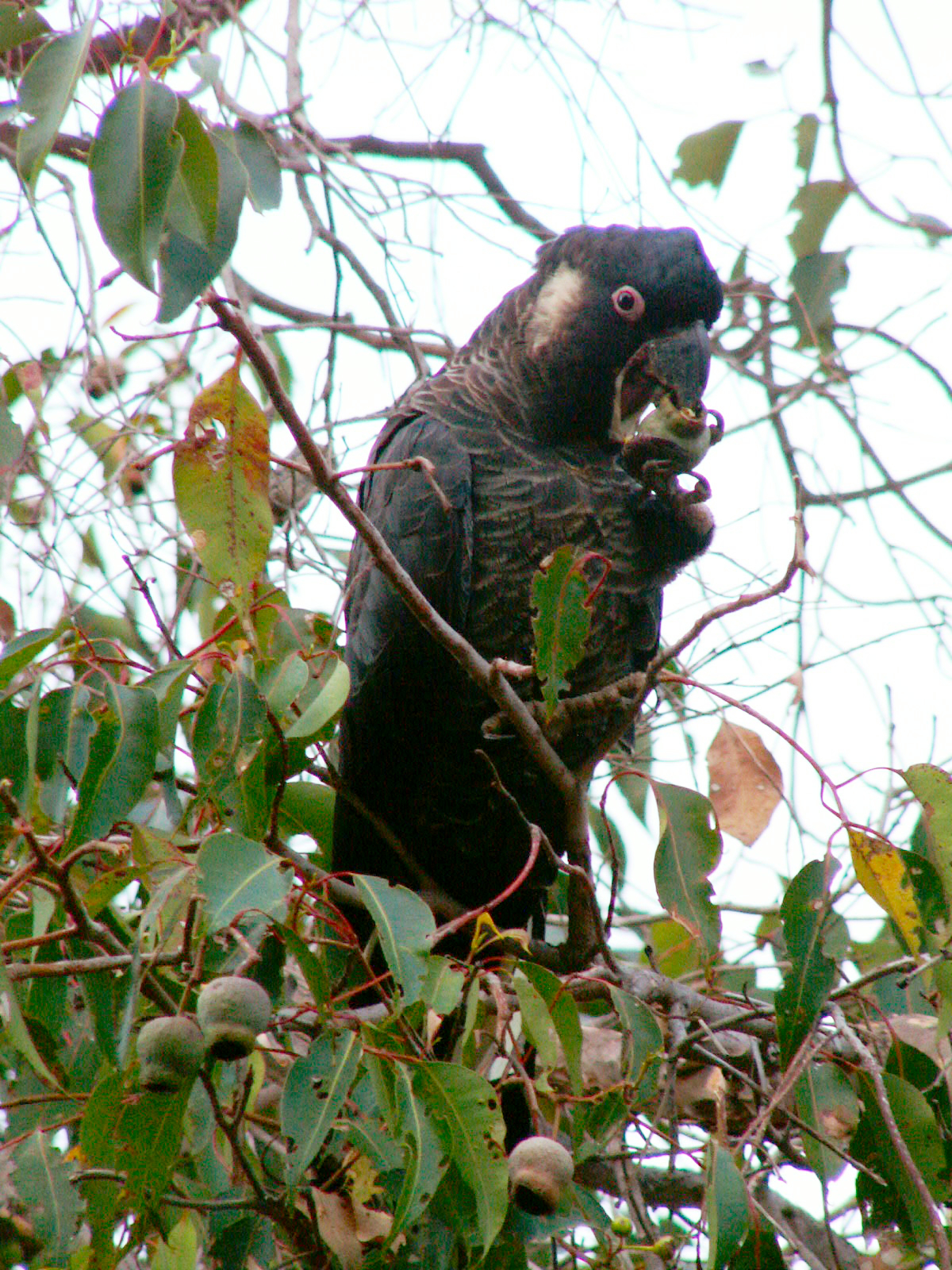
Langsnavelraafkaketoe.

Nabij The Lakes is een Important Bird Area (IBA) gelegen. Er leven bedreigde langsnavelraafkaketoes en dunsnavelraafkaketoes.
De IBA ligt aan de rand van de Darling Range en heeft een radius van zes kilometer rond het foerageergebied van een significante niet broedende populatie langsnavelraafkaketoes. Alle private eigendommen, staatsbossen, waterwingebieden en natuurreservaten die groter dan één hectare zijn maken er deel van uit. Landbouwgronden en boomgaarden maken er geen deel van uit.
Naast 370 langsnavelraafkaketoes (2004-2008) en 180 dunsnavelraafkaketoes (1998-2008) werden er ook talrijke roodkapparkieten, rosse kruipers, roesthalshoningvogels, Kaap leeuwin-doornsnavels en grijsborstvliegenvangers aangetroffen (1998-2008).